# Gabriel Lluelles Rabadà
Gabriel Lluelles Rabadà (Barcelona, 1923 - 2 de desembre de 2012) fou un dissenyador industrial català.
Cursà estudis de delineant projectista industrial mecànic i perit industrial mecànico-elèctric a l'Escola Industrial de Barcelona. Entre el 1947 i el 1962 treballà a Industrias Pimer S.A. com a delineant, cap del Servei Tècnic i després com a director tècnic. Des del 1962 fins al 1970 fou director del Departament de desenvolupament i construcció de Braun Española S.A., la nova empresa sorgida de la fusió d'Industrias Pimer amb Braun AG.
El 1971, després d'un període d'activitat com a dissenyador independent en què treballà per a empreses com Pacar Electrònica o Bettor Dual S.A., s·incorporà a Taurus S.A. com a assessor de disseny i responsable d'una nova línia de productes fins a l'any 1988 en què es jubilà. Durant tots aquests anys col·labora amb l'ADI-FAD, el BCD i l'ADP per a la promoció del disseny industrial. Els seus dissenys han estat guardonats en nombroses ocasions i han estat inclosos en nombroses exposicions i col·leccions de disseny.
Entre els seus productes destaca la batedora elèctrica Minipimer MR1 (1959), les batedores-trituradores Bipimer 8P53 (1960) i Minipimer MR2 (1964) o l'espremedora Citromatic MPZ-2 (1970).

## El Minipimer
El Minipimer és un batedor de braç dissenyat per Gabriel Lluelles el 1959mentre treballava a l'empresa Pimer, acrònim de Pequeñas Industrias Mecánico-Eléctricas Reunidas, empresa dedicada a la fabricació de petits electrodomèstics, posteriorment absorbida per Braun GmbH.